# Tour de Pologne 2024
Tour de Pologne 2024 – 81. edycja wyścigu kolarskiego Tour de Pologne, która odbyła się w dniach od 12 do 18 sierpnia 2024. Wyścig składał się z 7 etapów o łącznej długości 1050 kilometrów. Rozpoczął się we Wrocławiu, zakończył w Krakowie. Impreza kategorii 2.UWT należała do cyklu UCI World Tour 2024.

## Etapy
Trasa wyścigu została zaprezentowana 17 lipca 2024 roku.
| Etap | Data   | Start – Meta                     | type                       | Dystans (km) | Zwycięzca etapu | Lider            |
| ---- | ------ | -------------------------------- | -------------------------- | ------------ | --------------- | ---------------- |
| 1    | 12 sie | Wrocław – Karpacz                | pagórkowaty                | 159,3        | Thibau Nys      | Thibau Nys       |
| 2    | 13 sie | Mysłakowice – Karpacz            | jazda indywidualna na czas | 15,4         | Tim Wellens     | Jonas Vingegaard |
| 3    | 14 sie | Wałbrzych – Duszniki-Zdrój       | pagórkowaty                | 156,5        | Thibau Nys      | Jonas Vingegaard |
| 4    | 15 sie | Kudowa-Zdrój – Prudnik           | płaski                     | 195,3        | Olav Kooij      | Jonas Vingegaard |
| 5    | 16 sie | Katowice – Katowice              | płaski                     | 187,6        | Tim Merlier     | Jonas Vingegaard |
| 6    | 17 sie | Wadowice – Bukowina Tatrzańska   | pagórkowaty                | 183,2        | Thibau Nys      | Jonas Vingegaard |
| 7    | 18 sie | Kopalnia soli Wieliczka – Kraków | płaski                     | 142,1        | Olav Kooij      | Jonas Vingegaard |

## Uczestnicy

### Drużyny
| WorldTeams (18)- Alpecin-Deceuninck - Arkéa-B&B Hotels - Astana Qazaqstan Team - Bahrain Victorious - Cofidis - Decathlon-AG2R La Mondiale - EF Education-EasyPost - Groupama-FDJ - Ineos Grenadiers - Intermarché-Wanty - Lidl-Trek - Movistar Team - Red Bull-Bora-Hansgrohe - Soudal Quick-Step - Team dsm-firmenich PostNL - Team Jayco AlUla - Team Visma \| Lease a Bike - UAE Team Emirates ProTeams (3)- Israel-Premier Tech - Q36.5 Pro Cycling Team - Tudor Pro Cycling Team Reprezentacja- Polska |
| |

### Lista startowa
| Bahrain Victorious TBV | Bahrain Victorious TBV  | Bahrain Victorious TBV |
| ---------------------- | ----------------------- | ---------------------- |
| Nr                     | Kolarz                  | Miejsce                |
| 1                      | Matej Mohorič (SLO)     | 6.                     |
| 2                      | Pello Bilbao (ESP)      | 35.                    |
| 3                      | Phil Bauhaus (GER)      | 125.                   |
| 4                      | Andrea Pasqualon (ITA)  | 81.                    |
| 5                      | Łukasz Wiśniowski (POL) | 98.                    |
| 6                      | Fred Wright (GBR)       | 29.                    |
| 7                      | Edoardo Zambanini (ITA) | 7.                     |

| Alpecin-Deceuninck ADC | Alpecin-Deceuninck ADC | Alpecin-Deceuninck ADC |
| ---------------------- | ---------------------- | ---------------------- |
| Nr                     | Kolarz                 | Miejsce                |
| 11                     | Silvan Dillier (SUI)   | 51.                    |
| 12                     | Timo Kielich (BEL)     | 101.                   |
| 13                     | Senne Leysen (BEL)     | 87.                    |
| 14                     | Lars Boven (NED)       | DNF-3                  |
| 15                     | Nicola Conci (ITA)     | DNF-4                  |
| 16                     | Jensen Plowright (AUS) | 83.                    |
| 17                     | Ramon Sinkeldam (NED)  | 113.                   |

| Arkéa-B&B Hotels ARK | Arkéa-B&B Hotels ARK     | Arkéa-B&B Hotels ARK |
| -------------------- | ------------------------ | -------------------- |
| Nr                   | Kolarz                   | Miejsce              |
| 21                   | David Dekker (NED)       | 105.                 |
| 22                   | Raúl García Pierna (ESP) | 11.                  |
| 23                   | Donavan Grondin (FRA)    | 103.                 |
| 24                   | Alan Riou (FRA)          | 110.                 |
| 25                   | Miles Scotson (AUS)      | DNF-4                |
| 26                   | Florian Sénéchal (FRA)   | 78.                  |
| 27                   | Alessandro Verre (ITA)   | 16.                  |

| Astana Qazaqstan Team AST | Astana Qazaqstan Team AST            | Astana Qazaqstan Team AST |
| ------------------------- | ------------------------------------ | ------------------------- |
| Nr                        | Kolarz                               | Miejsce                   |
| 31                        | Davide Ballerini (ITA)               | DNF-3                     |
| 32                        | Samuele Battistella (ITA)            | 48.                       |
| 33                        | Dmitrij Gruzdiew (KAZ) (szosa i ITT) | 123.                      |
| 34                        | Henok Mulubrhan (ERI) (szosa)        | 67.                       |
| 35                        | Christian Scaroni (ITA)              | DNF-5                     |
| 36                        | Anton Kuzmin (KAZ)                   | 59.                       |
| 37                        | Michele Gazzoli (ITA)                | DNF-3                     |

| Cofidis COF | Cofidis COF                 | Cofidis COF |
| ----------- | --------------------------- | ----------- |
| Nr          | Kolarz                      | Miejsce     |
| 41          | Stanisław Aniołkowski (POL) | 94.         |
| 42          | Nicolas Debeaumarché (FRA)  | DNF-3       |
| 43          | Aimé De Gendt (BEL)         | 42.         |
| 44          | Ben Hermans (BEL)           | 14.         |
| 45          | Alexis Renard (FRA)         | 106.        |
| 46          | Ludovic Robeet (BEL)        | 79.         |
| 47          | Harrison Wood (GBR)         | 32.         |

| Decathlon-AG2R La Mondiale DAT | Decathlon-AG2R La Mondiale DAT | Decathlon-AG2R La Mondiale DAT |
| ------------------------------ | ------------------------------ | ------------------------------ |
| Nr                             | Kolarz                         | Miejsce                        |
| 51                             | Aurélien Paret-Peintre (FRA)   | 13.                            |
| 52                             | Sam Bennett (IRL)              | DNF-7                          |
| 53                             | Edvald Boasson Hagen (NOR)     | 89.                            |
| 54                             | Stan Dewulf (BEL)              | 22.                            |
| 55                             | Pierre Gautherat (FRA)         | DNF-4                          |
| 56                             | Oliver Naesen (BEL)            | 66.                            |
| 57                             | Damien Touzé (FRA)             | 50.                            |

| EF Education-EasyPost EFE | EF Education-EasyPost EFE   | EF Education-EasyPost EFE |
| ------------------------- | --------------------------- | ------------------------- |
| Nr                        | Kolarz                      | Miejsce                   |
| 61                        | Mikkel Frølich Honoré (DEN) | 9.                        |
| 62                        | Lukas Nerurkar (GBR)        | 36.                       |
| 63                        | Jack Rootkin-Gray (GBR)     | 108.                      |
| 64                        | Jonas Rutsch (GER)          | 58.                       |
| 65                        | Archie Ryan (IRL)           | 27.                       |
| 66                        | Yuhi Todome (JPN)           | DNF-3                     |
| 67                        | Michael Valgren (DEN)       | 57.                       |

| Groupama-FDJ GFC | Groupama-FDJ GFC      | Groupama-FDJ GFC |
| ---------------- | --------------------- | ---------------- |
| Nr               | Kolarz                | Miejsce          |
| 71               | Lewis Askey (GBR)     | DNF-5            |
| 72               | Clément Davy (FRA)    | 71.              |
| 73               | Romain Grégoire (FRA) | 4.               |
| 74               | Fabian Lienhard (SUI) | 88.              |
| 75               | Laurence Pithie (NZL) | 92.              |
| 76               | Clément Russo (FRA)   | 84.              |
| 77               | Samuel Watson (GBR)   | 65.              |

| Ineos Grenadiers IGD | Ineos Grenadiers IGD   | Ineos Grenadiers IGD |
| -------------------- | ---------------------- | -------------------- |
| Nr                   | Kolarz                 | Miejsce              |
| 81                   | Tobias Foss (NOR)      | 39.                  |
| 82                   | Salvatore Puccio (ITA) | 69.                  |
| 83                   | Magnus Sheffield (USA) | 5.                   |
| 84                   | Ben Swift (GBR)        | 70.                  |
| 85                   | Connor Swift (GBR)     | 63.                  |
| 86                   | Ben Turner (GBR)       | DNS-5                |
| 87                   | Cameron Wurf (AUS)     | 95.                  |

| Intermarché-Wanty IWA | Intermarché-Wanty IWA           | Intermarché-Wanty IWA |
| --------------------- | ------------------------------- | --------------------- |
| Nr                    | Kolarz                          | Miejsce               |
| 91                    | Francesco Busatto (ITA)         | 23.                   |
| 92                    | Rune Herregodts (BEL)           | DNF-3                 |
| 93                    | Adrien Petit (FRA)              | 119.                  |
| 94                    | Dion Smith (NZL)                | 49.                   |
| 95                    | Gerben Thijssen (BEL)           | 120.                  |
| 96                    | Gijs Van Hoecke (BEL)           | 107.                  |
| 97                    | Roel van Sintmaartensdijk (NED) | 75.                   |

| Lidl-Trek LTK | Lidl-Trek LTK                    | Lidl-Trek LTK |
| ------------- | -------------------------------- | ------------- |
| Nr            | Kolarz                           | Miejsce       |
| 101           | Andrea Bagioli (ITA)             | 34.           |
| 102           | Ryan Gibbons (RSA) (szosa i ITT) | DNF-3         |
| 103           | Alex Kirsch (LUX)                | 100.          |
| 104           | Thibau Nys (BEL)                 | 31.           |
| 105           | Mads Pedersen (DEN)              | DNF-6         |
| 106           | Edward Theuns (BEL)              | 76.           |
| 107           | Tim Declercq (BEL)               | 74.           |

| Movistar Team MOV | Movistar Team MOV     | Movistar Team MOV |
| ----------------- | --------------------- | ----------------- |
| Nr                | Kolarz                | Miejsce           |
| 111               | William Barta (USA)   | 12.               |
| 112               | Rémi Cavagna (FRA)    | 56.               |
| 113               | Davide Cimolai (ITA)  | 118.              |
| 114               | Davide Formolo (ITA)  | 37.               |
| 115               | Johan Jacobs (SUI)    | 52.               |
| 116               | Lorenzo Milesi (ITA)  | DNS-4             |
| 117               | Gonzalo Serrano (ESP) | 40.               |

| Red Bull-Bora-Hansgrohe RBH | Red Bull-Bora-Hansgrohe RBH | Red Bull-Bora-Hansgrohe RBH |
| --------------------------- | --------------------------- | --------------------------- |
| Nr                          | Kolarz                      | Miejsce                     |
| 121                         | Cesare Benedetti (POL)      | 86.                         |
| 122                         | Jordi Meeus (BEL)           | 121.                        |
| 123                         | Ryan Mullen (IRL)           | 96.                         |
| 124                         | Maximilian Schachmann (GER) | DNS-4                       |
| 125                         | Frederik Wandahl (DEN)      | 30.                         |
| 126                         | Filip Maciejuk (POL) (ITT)  | 68.                         |
| 127                         | Danny van Poppel (NED)      | 117.                        |

| Soudal Quick-Step SOQ | Soudal Quick-Step SOQ    | Soudal Quick-Step SOQ |
| --------------------- | ------------------------ | --------------------- |
| Nr                    | Kolarz                   | Miejsce               |
| 131                   | Ayco Bastiaens (BEL)     | 115.                  |
| 132                   | Paul Magnier (FRA)       | 46.                   |
| 133                   | Tim Merlier (BEL)        | 112.                  |
| 134                   | Pepijn Reinderink (NED)  | 54.                   |
| 135                   | Martin Svrček (SVK)      | 45.                   |
| 136                   | Bert Van Lerberghe (BEL) | 111.                  |
| 137                   | Warre Vangheluwe (BEL)   | DNF-6                 |

| Team dsm-firmenich PostNL DFP | Team dsm-firmenich PostNL DFP | Team dsm-firmenich PostNL DFP |
| ----------------------------- | ----------------------------- | ----------------------------- |
| Nr                            | Kolarz                        | Miejsce                       |
| 141                           | Romain Bardet (FRA)           | 38.                           |
| 142                           | Romain Combaud (FRA)          | 62.                           |
| 144                           | Patrick Eddy (AUS)            | 90.                           |
| 145                           | Niklas Märkl (GER)            | 102.                          |
| 146                           | Oscar Onley (GBR)             | 10.                           |
| 147                           | Casper van Uden (NED)         | 82.                           |
| 148                           | Bram Welten (NED)             | 93.                           |

| Team Jayco AlUla JAY | Team Jayco AlUla JAY        | Team Jayco AlUla JAY |
| -------------------- | --------------------------- | -------------------- |
| Nr                   | Kolarz                      | Miejsce              |
| 151                  | Caleb Ewan (AUS)            | DNF-7                |
| 152                  | Elmar Reinders (NED)        | 80.                  |
| 153                  | Amund Grøndahl Jansen (NOR) | DNF-7                |
| 154                  | Jan Maas (NED)              | 47.                  |
| 155                  | Jesús David Peña (COL)      | 24.                  |
| 156                  | Blake Quick (AUS)           | 126.                 |
| 157                  | Lucas Hamilton (AUS)        | DNF-7                |

| Team Visma \| Lease a Bike TVL | Team Visma \| Lease a Bike TVL | Team Visma \| Lease a Bike TVL |
| ------------------------------ | ------------------------------ | ------------------------------ |
| Nr                             | Kolarz                         | Miejsce                        |
| 161                            | Jonas Vingegaard (DEN)         | 1.                             |
| 162                            | Wilco Kelderman (NED)          | 3.                             |
| 163                            | Per Strand Hagenes (NOR)       | 73.                            |
| 164                            | Olav Kooij (NED)               | 99.                            |
| 165                            | Koen Bouwman (NED)             | 61.                            |
| 166                            | Tosh Van der Sande (BEL)       | 124.                           |
| 167                            | Mick van Dijke (NED)           | 53.                            |

| UAE Team Emirates UAD | UAE Team Emirates UAD       | UAE Team Emirates UAD |
| --------------------- | --------------------------- | --------------------- |
| Nr                    | Kolarz                      | Miejsce               |
| 171                   | Jan Christen (SUI)          | 15.                   |
| 172                   | Felix Großschartner (AUT)   | 17.                   |
| 173                   | Vegard Stake Laengen (NOR)  | DNS-3                 |
| 174                   | Rafał Majka (POL)           | 18.                   |
| 175                   | Juan Sebastián Molano (COL) | DNS-2                 |
| 176                   | Diego Ulissi (ITA)          | 2.                    |
| 177                   | Tim Wellens (BEL) (ITT)     | 25.                   |

| Israel-Premier Tech IPT | Israel-Premier Tech IPT   | Israel-Premier Tech IPT |
| ----------------------- | ------------------------- | ----------------------- |
| Nr                      | Kolarz                    | Miejsce                 |
| 181                     | Pascal Ackermann (GER)    | DNF-7                   |
| 182                     | Guillaume Boivin (CAN)    | 72.                     |
| 183                     | Jakob Fuglsang (DEN)      | 21.                     |
| 184                     | Hugo Houle (CAN)          | 19.                     |
| 185                     | Krists Neilands (LAT)     | 43.                     |
| 186                     | Michael Schwarzmann (GER) | 109.                    |
| 187                     | Jake Stewart (GBR)        | 55.                     |

| Q36.5 Pro Cycling Team Q36 | Q36.5 Pro Cycling Team Q36 | Q36.5 Pro Cycling Team Q36 |
| -------------------------- | -------------------------- | -------------------------- |
| Nr                         | Kolarz                     | Miejsce                    |
| 191                        | Xabier Azparren (ESP)      | DNF-7                      |
| 192                        | Mark Donovan (GBR)         | 20.                        |
| 193                        | Gianluca Brambilla (ITA)   | DNS-5                      |
| 194                        | Joseph Rosskopf (USA)      | 64.                        |
| 195                        | Szymon Sajnok (POL)        | DNS-5                      |
| 196                        | Carl Fredrik Hagen (NOR)   | 26.                        |
| 197                        | Negasi Abreha (ETH)        | 60.                        |

| Tudor Pro Cycling Team TUD | Tudor Pro Cycling Team TUD | Tudor Pro Cycling Team TUD |
| -------------------------- | -------------------------- | -------------------------- |
| Nr                         | Kolarz                     | Miejsce                    |
| 201                        | Alberto Dainese (ITA)      | 91.                        |
| 202                        | Robin Froidevaux (SUI)     | 122.                       |
| 203                        | Petr Kelemen (CZE)         | 85.                        |
| 204                        | Rick Pluimers (NED)        | 41.                        |
| 205                        | Roland Thalmann (SUI)      | 77.                        |
| 206                        | Yannis Voisard (SUI)       | 8.                         |
| 207                        | Luc Wirtgen (LUX)          | 33.                        |

| Polska POL | Polska POL        | Polska POL |
| ---------- | ----------------- | ---------- |
| Nr         | Kolarz            | Miejsce    |
| 211        | Marcin Budziński  | 44.        |
| 212        | Michał Paluta     | 97.        |
| 213        | Norbert Banaszek  | 114.       |
| 214        | Piotr Pękala      | 28.        |
| 215        | Radosław Frątczak | 127.       |
| 216        | Mateusz Kostański | 104.       |
| 217        | Kacper Gieryk     | 116.       |

| Bahrain Victorious TBV | Bahrain Victorious TBV  | Bahrain Victorious TBV |
| ---------------------- | ----------------------- | ---------------------- |
| Nr                     | Kolarz                  | Miejsce                |
| 1                      | Matej Mohorič (SLO)     | 6.                     |
| 2                      | Pello Bilbao (ESP)      | 35.                    |
| 3                      | Phil Bauhaus (GER)      | 125.                   |
| 4                      | Andrea Pasqualon (ITA)  | 81.                    |
| 5                      | Łukasz Wiśniowski (POL) | 98.                    |
| 6                      | Fred Wright (GBR)       | 29.                    |
| 7                      | Edoardo Zambanini (ITA) | 7.                     |

| Alpecin-Deceuninck ADC | Alpecin-Deceuninck ADC | Alpecin-Deceuninck ADC |
| ---------------------- | ---------------------- | ---------------------- |
| Nr                     | Kolarz                 | Miejsce                |
| 11                     | Silvan Dillier (SUI)   | 51.                    |
| 12                     | Timo Kielich (BEL)     | 101.                   |
| 13                     | Senne Leysen (BEL)     | 87.                    |
| 14                     | Lars Boven (NED)       | DNF-3                  |
| 15                     | Nicola Conci (ITA)     | DNF-4                  |
| 16                     | Jensen Plowright (AUS) | 83.                    |
| 17                     | Ramon Sinkeldam (NED)  | 113.                   |

| Arkéa-B&B Hotels ARK | Arkéa-B&B Hotels ARK     | Arkéa-B&B Hotels ARK |
| -------------------- | ------------------------ | -------------------- |
| Nr                   | Kolarz                   | Miejsce              |
| 21                   | David Dekker (NED)       | 105.                 |
| 22                   | Raúl García Pierna (ESP) | 11.                  |
| 23                   | Donavan Grondin (FRA)    | 103.                 |
| 24                   | Alan Riou (FRA)          | 110.                 |
| 25                   | Miles Scotson (AUS)      | DNF-4                |
| 26                   | Florian Sénéchal (FRA)   | 78.                  |
| 27                   | Alessandro Verre (ITA)   | 16.                  |

| Astana Qazaqstan Team AST | Astana Qazaqstan Team AST            | Astana Qazaqstan Team AST |
| ------------------------- | ------------------------------------ | ------------------------- |
| Nr                        | Kolarz                               | Miejsce                   |
| 31                        | Davide Ballerini (ITA)               | DNF-3                     |
| 32                        | Samuele Battistella (ITA)            | 48.                       |
| 33                        | Dmitrij Gruzdiew (KAZ) (szosa i ITT) | 123.                      |
| 34                        | Henok Mulubrhan (ERI) (szosa)        | 67.                       |
| 35                        | Christian Scaroni (ITA)              | DNF-5                     |
| 36                        | Anton Kuzmin (KAZ)                   | 59.                       |
| 37                        | Michele Gazzoli (ITA)                | DNF-3                     |

| Cofidis COF | Cofidis COF                 | Cofidis COF |
| ----------- | --------------------------- | ----------- |
| Nr          | Kolarz                      | Miejsce     |
| 41          | Stanisław Aniołkowski (POL) | 94.         |
| 42          | Nicolas Debeaumarché (FRA)  | DNF-3       |
| 43          | Aimé De Gendt (BEL)         | 42.         |
| 44          | Ben Hermans (BEL)           | 14.         |
| 45          | Alexis Renard (FRA)         | 106.        |
| 46          | Ludovic Robeet (BEL)        | 79.         |
| 47          | Harrison Wood (GBR)         | 32.         |

| Decathlon-AG2R La Mondiale DAT | Decathlon-AG2R La Mondiale DAT | Decathlon-AG2R La Mondiale DAT |
| ------------------------------ | ------------------------------ | ------------------------------ |
| Nr                             | Kolarz                         | Miejsce                        |
| 51                             | Aurélien Paret-Peintre (FRA)   | 13.                            |
| 52                             | Sam Bennett (IRL)              | DNF-7                          |
| 53                             | Edvald Boasson Hagen (NOR)     | 89.                            |
| 54                             | Stan Dewulf (BEL)              | 22.                            |
| 55                             | Pierre Gautherat (FRA)         | DNF-4                          |
| 56                             | Oliver Naesen (BEL)            | 66.                            |
| 57                             | Damien Touzé (FRA)             | 50.                            |

| EF Education-EasyPost EFE | EF Education-EasyPost EFE   | EF Education-EasyPost EFE |
| ------------------------- | --------------------------- | ------------------------- |
| Nr                        | Kolarz                      | Miejsce                   |
| 61                        | Mikkel Frølich Honoré (DEN) | 9.                        |
| 62                        | Lukas Nerurkar (GBR)        | 36.                       |
| 63                        | Jack Rootkin-Gray (GBR)     | 108.                      |
| 64                        | Jonas Rutsch (GER)          | 58.                       |
| 65                        | Archie Ryan (IRL)           | 27.                       |
| 66                        | Yuhi Todome (JPN)           | DNF-3                     |
| 67                        | Michael Valgren (DEN)       | 57.                       |

| Groupama-FDJ GFC | Groupama-FDJ GFC      | Groupama-FDJ GFC |
| ---------------- | --------------------- | ---------------- |
| Nr               | Kolarz                | Miejsce          |
| 71               | Lewis Askey (GBR)     | DNF-5            |
| 72               | Clément Davy (FRA)    | 71.              |
| 73               | Romain Grégoire (FRA) | 4.               |
| 74               | Fabian Lienhard (SUI) | 88.              |
| 75               | Laurence Pithie (NZL) | 92.              |
| 76               | Clément Russo (FRA)   | 84.              |
| 77               | Samuel Watson (GBR)   | 65.              |

| Ineos Grenadiers IGD | Ineos Grenadiers IGD   | Ineos Grenadiers IGD |
| -------------------- | ---------------------- | -------------------- |
| Nr                   | Kolarz                 | Miejsce              |
| 81                   | Tobias Foss (NOR)      | 39.                  |
| 82                   | Salvatore Puccio (ITA) | 69.                  |
| 83                   | Magnus Sheffield (USA) | 5.                   |
| 84                   | Ben Swift (GBR)        | 70.                  |
| 85                   | Connor Swift (GBR)     | 63.                  |
| 86                   | Ben Turner (GBR)       | DNS-5                |
| 87                   | Cameron Wurf (AUS)     | 95.                  |

| Intermarché-Wanty IWA | Intermarché-Wanty IWA           | Intermarché-Wanty IWA |
| --------------------- | ------------------------------- | --------------------- |
| Nr                    | Kolarz                          | Miejsce               |
| 91                    | Francesco Busatto (ITA)         | 23.                   |
| 92                    | Rune Herregodts (BEL)           | DNF-3                 |
| 93                    | Adrien Petit (FRA)              | 119.                  |
| 94                    | Dion Smith (NZL)                | 49.                   |
| 95                    | Gerben Thijssen (BEL)           | 120.                  |
| 96                    | Gijs Van Hoecke (BEL)           | 107.                  |
| 97                    | Roel van Sintmaartensdijk (NED) | 75.                   |

| Lidl-Trek LTK | Lidl-Trek LTK                    | Lidl-Trek LTK |
| ------------- | -------------------------------- | ------------- |
| Nr            | Kolarz                           | Miejsce       |
| 101           | Andrea Bagioli (ITA)             | 34.           |
| 102           | Ryan Gibbons (RSA) (szosa i ITT) | DNF-3         |
| 103           | Alex Kirsch (LUX)                | 100.          |
| 104           | Thibau Nys (BEL)                 | 31.           |
| 105           | Mads Pedersen (DEN)              | DNF-6         |
| 106           | Edward Theuns (BEL)              | 76.           |
| 107           | Tim Declercq (BEL)               | 74.           |

| Movistar Team MOV | Movistar Team MOV     | Movistar Team MOV |
| ----------------- | --------------------- | ----------------- |
| Nr                | Kolarz                | Miejsce           |
| 111               | William Barta (USA)   | 12.               |
| 112               | Rémi Cavagna (FRA)    | 56.               |
| 113               | Davide Cimolai (ITA)  | 118.              |
| 114               | Davide Formolo (ITA)  | 37.               |
| 115               | Johan Jacobs (SUI)    | 52.               |
| 116               | Lorenzo Milesi (ITA)  | DNS-4             |
| 117               | Gonzalo Serrano (ESP) | 40.               |

| Red Bull-Bora-Hansgrohe RBH | Red Bull-Bora-Hansgrohe RBH | Red Bull-Bora-Hansgrohe RBH |
| --------------------------- | --------------------------- | --------------------------- |
| Nr                          | Kolarz                      | Miejsce                     |
| 121                         | Cesare Benedetti (POL)      | 86.                         |
| 122                         | Jordi Meeus (BEL)           | 121.                        |
| 123                         | Ryan Mullen (IRL)           | 96.                         |
| 124                         | Maximilian Schachmann (GER) | DNS-4                       |
| 125                         | Frederik Wandahl (DEN)      | 30.                         |
| 126                         | Filip Maciejuk (POL) (ITT)  | 68.                         |
| 127                         | Danny van Poppel (NED)      | 117.                        |

| Soudal Quick-Step SOQ | Soudal Quick-Step SOQ    | Soudal Quick-Step SOQ |
| --------------------- | ------------------------ | --------------------- |
| Nr                    | Kolarz                   | Miejsce               |
| 131                   | Ayco Bastiaens (BEL)     | 115.                  |
| 132                   | Paul Magnier (FRA)       | 46.                   |
| 133                   | Tim Merlier (BEL)        | 112.                  |
| 134                   | Pepijn Reinderink (NED)  | 54.                   |
| 135                   | Martin Svrček (SVK)      | 45.                   |
| 136                   | Bert Van Lerberghe (BEL) | 111.                  |
| 137                   | Warre Vangheluwe (BEL)   | DNF-6                 |

| Team dsm-firmenich PostNL DFP | Team dsm-firmenich PostNL DFP | Team dsm-firmenich PostNL DFP |
| ----------------------------- | ----------------------------- | ----------------------------- |
| Nr                            | Kolarz                        | Miejsce                       |
| 141                           | Romain Bardet (FRA)           | 38.                           |
| 142                           | Romain Combaud (FRA)          | 62.                           |
| 144                           | Patrick Eddy (AUS)            | 90.                           |
| 145                           | Niklas Märkl (GER)            | 102.                          |
| 146                           | Oscar Onley (GBR)             | 10.                           |
| 147                           | Casper van Uden (NED)         | 82.                           |
| 148                           | Bram Welten (NED)             | 93.                           |

| Team Jayco AlUla JAY | Team Jayco AlUla JAY        | Team Jayco AlUla JAY |
| -------------------- | --------------------------- | -------------------- |
| Nr                   | Kolarz                      | Miejsce              |
| 151                  | Caleb Ewan (AUS)            | DNF-7                |
| 152                  | Elmar Reinders (NED)        | 80.                  |
| 153                  | Amund Grøndahl Jansen (NOR) | DNF-7                |
| 154                  | Jan Maas (NED)              | 47.                  |
| 155                  | Jesús David Peña (COL)      | 24.                  |
| 156                  | Blake Quick (AUS)           | 126.                 |
| 157                  | Lucas Hamilton (AUS)        | DNF-7                |

| Team Visma \| Lease a Bike TVL | Team Visma \| Lease a Bike TVL | Team Visma \| Lease a Bike TVL |
| ------------------------------ | ------------------------------ | ------------------------------ |
| Nr                             | Kolarz                         | Miejsce                        |
| 161                            | Jonas Vingegaard (DEN)         | 1.                             |
| 162                            | Wilco Kelderman (NED)          | 3.                             |
| 163                            | Per Strand Hagenes (NOR)       | 73.                            |
| 164                            | Olav Kooij (NED)               | 99.                            |
| 165                            | Koen Bouwman (NED)             | 61.                            |
| 166                            | Tosh Van der Sande (BEL)       | 124.                           |
| 167                            | Mick van Dijke (NED)           | 53.                            |

| UAE Team Emirates UAD | UAE Team Emirates UAD       | UAE Team Emirates UAD |
| --------------------- | --------------------------- | --------------------- |
| Nr                    | Kolarz                      | Miejsce               |
| 171                   | Jan Christen (SUI)          | 15.                   |
| 172                   | Felix Großschartner (AUT)   | 17.                   |
| 173                   | Vegard Stake Laengen (NOR)  | DNS-3                 |
| 174                   | Rafał Majka (POL)           | 18.                   |
| 175                   | Juan Sebastián Molano (COL) | DNS-2                 |
| 176                   | Diego Ulissi (ITA)          | 2.                    |
| 177                   | Tim Wellens (BEL) (ITT)     | 25.                   |

| Israel-Premier Tech IPT | Israel-Premier Tech IPT   | Israel-Premier Tech IPT |
| ----------------------- | ------------------------- | ----------------------- |
| Nr                      | Kolarz                    | Miejsce                 |
| 181                     | Pascal Ackermann (GER)    | DNF-7                   |
| 182                     | Guillaume Boivin (CAN)    | 72.                     |
| 183                     | Jakob Fuglsang (DEN)      | 21.                     |
| 184                     | Hugo Houle (CAN)          | 19.                     |
| 185                     | Krists Neilands (LAT)     | 43.                     |
| 186                     | Michael Schwarzmann (GER) | 109.                    |
| 187                     | Jake Stewart (GBR)        | 55.                     |

| Q36.5 Pro Cycling Team Q36 | Q36.5 Pro Cycling Team Q36 | Q36.5 Pro Cycling Team Q36 |
| -------------------------- | -------------------------- | -------------------------- |
| Nr                         | Kolarz                     | Miejsce                    |
| 191                        | Xabier Azparren (ESP)      | DNF-7                      |
| 192                        | Mark Donovan (GBR)         | 20.                        |
| 193                        | Gianluca Brambilla (ITA)   | DNS-5                      |
| 194                        | Joseph Rosskopf (USA)      | 64.                        |
| 195                        | Szymon Sajnok (POL)        | DNS-5                      |
| 196                        | Carl Fredrik Hagen (NOR)   | 26.                        |
| 197                        | Negasi Abreha (ETH)        | 60.                        |

| Tudor Pro Cycling Team TUD | Tudor Pro Cycling Team TUD | Tudor Pro Cycling Team TUD |
| -------------------------- | -------------------------- | -------------------------- |
| Nr                         | Kolarz                     | Miejsce                    |
| 201                        | Alberto Dainese (ITA)      | 91.                        |
| 202                        | Robin Froidevaux (SUI)     | 122.                       |
| 203                        | Petr Kelemen (CZE)         | 85.                        |
| 204                        | Rick Pluimers (NED)        | 41.                        |
| 205                        | Roland Thalmann (SUI)      | 77.                        |
| 206                        | Yannis Voisard (SUI)       | 8.                         |
| 207                        | Luc Wirtgen (LUX)          | 33.                        |

| Polska POL | Polska POL        | Polska POL |
| ---------- | ----------------- | ---------- |
| Nr         | Kolarz            | Miejsce    |
| 211        | Marcin Budziński  | 44.        |
| 212        | Michał Paluta     | 97.        |
| 213        | Norbert Banaszek  | 114.       |
| 214        | Piotr Pękala      | 28.        |
| 215        | Radosław Frątczak | 127.       |
| 216        | Mateusz Kostański | 104.       |
| 217        | Kacper Gieryk     | 116.       |

Legenda: DNF – nie ukończył etapu, OTL – przekroczył limit czasu, DNS – nie wystartował do etapu, DSQ – zdyskwalifikowany. Numer przy skrócie oznacza etap, na którym kolarz opuścił wyścig.

## Wyniki etapów

### Etap 1
| Wrocław - Karpacz | pagórkowaty | (159,3 km) |

| \| Klasyfikacja etapu \| Klasyfikacja etapu \| Klasyfikacja etapu \| Klasyfikacja etapu \| Klasyfikacja etapu \| \| Kolarz \| Kolarz \| Państwo \| Drużyna \| Czas \| \| ------------------ \| ------------------ \| ------------------ \| -------------------------- \| ------------------ \| \| 1. \| Thibau Nys \| Belgia \| Lidl-Trek \| 3h 37' 13" \| \| 2. \| Wilco Kelderman \| Holandia \| Team Visma \\| Lease a Bike \| + 3" \| \| 3. \| Lukas Nerurkar \| Wielka Brytania \| EF Education-EasyPost \| + 3" \| \| 4. \| Jonas Vingegaard \| Dania \| Team Visma \\| Lease a Bike \| + 6" \| \| 5. \| Matej Mohorič \| Słowenia \| Bahrain Victorious \| + 6" \| \| 6. \| Diego Ulissi \| Włochy \| UAE Team Emirates \| + 6" \| \| 7. \| Romain Grégoire \| Francja \| Groupama-FDJ \| + 6" \| \| 8. \| Jakob Fuglsang \| Dania \| Israel-Premier Tech \| + 6" \| \| 9. \| Rafał Majka \| Polska \| UAE Team Emirates \| + 9" \| \| 10. \| Nicola Conci \| Włochy \| Alpecin-Deceuninck \| + 9" \| |                  |                 |                            |            |
| |                  |                 |                            |            |
| |                  |                 |                            |            |
| Klasyfikacja etapu |                  |                 |                            |            |
| Kolarz | Kolarz           | Państwo         | Drużyna                    | Czas       |
| 1. | Thibau Nys       | Belgia          | Lidl-Trek                  | 3h 37' 13" |
| 2. | Wilco Kelderman  | Holandia        | Team Visma \| Lease a Bike | + 3"       |
| 3. | Lukas Nerurkar   | Wielka Brytania | EF Education-EasyPost      | + 3"       |
| 4. | Jonas Vingegaard | Dania           | Team Visma \| Lease a Bike | + 6"       |
| 5. | Matej Mohorič    | Słowenia        | Bahrain Victorious         | + 6"       |
| 6. | Diego Ulissi     | Włochy          | UAE Team Emirates          | + 6"       |
| 7. | Romain Grégoire  | Francja         | Groupama-FDJ               | + 6"       |
| 8. | Jakob Fuglsang   | Dania           | Israel-Premier Tech        | + 6"       |
| 9. | Rafał Majka      | Polska          | UAE Team Emirates          | + 9"       |
| 10. | Nicola Conci     | Włochy          | Alpecin-Deceuninck         | + 9"       |

| \| Klasyfikacja generalna \| Klasyfikacja generalna \| Klasyfikacja generalna \| Klasyfikacja generalna \| Klasyfikacja generalna \| \| Kolarz \| Kolarz \| Państwo \| Drużyna \| Czas \| \| ---------------------- \| ---------------------- \| ---------------------- \| -------------------------- \| ---------------------- \| \| 1. \| Thibau Nys \| Belgia \| Lidl-Trek \| 3h 37' 03" \| \| 2. \| Wilco Kelderman \| Holandia \| Team Visma \\| Lease a Bike \| + 7" \| \| 3. \| Lukas Nerurkar \| Wielka Brytania \| EF Education-EasyPost \| + 9" \| \| 4. \| Jonas Vingegaard \| Dania \| Team Visma \\| Lease a Bike \| + 16" \| \| 5. \| Matej Mohorič \| Słowenia \| Bahrain Victorious \| + 16" \| \| 6. \| Diego Ulissi \| Włochy \| UAE Team Emirates \| + 16" \| \| 7. \| Romain Grégoire \| Francja \| Groupama-FDJ \| + 16" \| \| 8. \| Jakob Fuglsang \| Dania \| Israel-Premier Tech \| + 16" \| \| 9. \| Rafał Majka \| Polska \| UAE Team Emirates \| + 19" \| \| 10. \| Nicola Conci \| Włochy \| Alpecin-Deceuninck \| + 19" \| |                  |                 |                            |            |
| |                  |                 |                            |            |
| |                  |                 |                            |            |
| Klasyfikacja generalna |                  |                 |                            |            |
| Kolarz | Kolarz           | Państwo         | Drużyna                    | Czas       |
| 1. | Thibau Nys       | Belgia          | Lidl-Trek                  | 3h 37' 03" |
| 2. | Wilco Kelderman  | Holandia        | Team Visma \| Lease a Bike | + 7"       |
| 3. | Lukas Nerurkar   | Wielka Brytania | EF Education-EasyPost      | + 9"       |
| 4. | Jonas Vingegaard | Dania           | Team Visma \| Lease a Bike | + 16"      |
| 5. | Matej Mohorič    | Słowenia        | Bahrain Victorious         | + 16"      |
| 6. | Diego Ulissi     | Włochy          | UAE Team Emirates          | + 16"      |
| 7. | Romain Grégoire  | Francja         | Groupama-FDJ               | + 16"      |
| 8. | Jakob Fuglsang   | Dania           | Israel-Premier Tech        | + 16"      |
| 9. | Rafał Majka      | Polska          | UAE Team Emirates          | + 19"      |
| 10. | Nicola Conci     | Włochy          | Alpecin-Deceuninck         | + 19"      |

### Etap 2
| Mysłakowice - Karpacz | jazda indywidualna na czas | (15,4 km) |

| \| Klasyfikacja etapu \| Klasyfikacja etapu \| Klasyfikacja etapu \| Klasyfikacja etapu \| Klasyfikacja etapu \| \| Kolarz \| Kolarz \| Państwo \| Drużyna \| Czas \| \| ------------------ \| --------------------- \| ------------------ \| -------------------------- \| ------------------ \| \| 1. \| Tim Wellens \| Belgia \| UAE Team Emirates \| 23' 59" \| \| 2. \| Jonas Vingegaard \| Dania \| Team Visma \\| Lease a Bike \| + 9" \| \| 3. \| Felix Großschartner \| Austria \| UAE Team Emirates \| + 15" \| \| 4. \| Oscar Onley \| Wielka Brytania \| Team dsm-firmenich PostNL \| + 15" \| \| 5. \| Maximilian Schachmann \| Niemcy \| Red Bull-Bora-Hansgrohe \| + 21" \| \| 6. \| Diego Ulissi \| Włochy \| UAE Team Emirates \| + 34" \| \| 7. \| Magnus Sheffield \| Stany Zjednoczone \| Ineos Grenadiers \| + 39" \| \| 8. \| Raúl García Pierna \| Hiszpania \| Arkéa-B&B Hotels \| + 40" \| \| 9. \| Jan Christen \| Szwajcaria \| UAE Team Emirates \| + 41" \| \| 10. \| Romain Grégoire \| Francja \| Groupama-FDJ \| + 42" \| |                       |                   |                            |         |
| |                       |                   |                            |         |
| |                       |                   |                            |         |
| Klasyfikacja etapu |                       |                   |                            |         |
| Kolarz | Kolarz                | Państwo           | Drużyna                    | Czas    |
| 1. | Tim Wellens           | Belgia            | UAE Team Emirates          | 23' 59" |
| 2. | Jonas Vingegaard      | Dania             | Team Visma \| Lease a Bike | + 9"    |
| 3. | Felix Großschartner   | Austria           | UAE Team Emirates          | + 15"   |
| 4. | Oscar Onley           | Wielka Brytania   | Team dsm-firmenich PostNL  | + 15"   |
| 5. | Maximilian Schachmann | Niemcy            | Red Bull-Bora-Hansgrohe    | + 21"   |
| 6. | Diego Ulissi          | Włochy            | UAE Team Emirates          | + 34"   |
| 7. | Magnus Sheffield      | Stany Zjednoczone | Ineos Grenadiers           | + 39"   |
| 8. | Raúl García Pierna    | Hiszpania         | Arkéa-B&B Hotels           | + 40"   |
| 9. | Jan Christen          | Szwajcaria        | UAE Team Emirates          | + 41"   |
| 10. | Romain Grégoire       | Francja           | Groupama-FDJ               | + 42"   |

| \| Klasyfikacja generalna \| Klasyfikacja generalna \| Klasyfikacja generalna \| Klasyfikacja generalna \| Klasyfikacja generalna \| \| Kolarz \| Kolarz \| Państwo \| Drużyna \| Czas \| \| ---------------------- \| ---------------------- \| ---------------------- \| -------------------------- \| ---------------------- \| \| 1. \| Jonas Vingegaard \| Dania \| Team Visma \\| Lease a Bike \| 4h 01' 27" \| \| 2. \| Wilco Kelderman \| Holandia \| Team Visma \\| Lease a Bike \| + 24" \| \| 3. \| Diego Ulissi \| Włochy \| UAE Team Emirates \| + 25" \| \| 4. \| Romain Grégoire \| Francja \| Groupama-FDJ \| + 33" \| \| 5. \| Magnus Sheffield \| Stany Zjednoczone \| Ineos Grenadiers \| + 37" \| \| 6. \| Edoardo Zambanini \| Włochy \| Bahrain Victorious \| + 45" \| \| 7. \| Yannis Voisard \| Szwajcaria \| Tudor Pro Cycling Team \| + 49" \| \| 8. \| Matej Mohorič \| Słowenia \| Bahrain Victorious \| + 49" \| \| 9. \| Mikkel Frølich Honoré \| Dania \| EF Education-EasyPost \| + 49" \| \| 10. \| Felix Großschartner \| Austria \| UAE Team Emirates \| + 50" \| |                       |                   |                            |            |
| |                       |                   |                            |            |
| |                       |                   |                            |            |
| Klasyfikacja generalna |                       |                   |                            |            |
| Kolarz | Kolarz                | Państwo           | Drużyna                    | Czas       |
| 1. | Jonas Vingegaard      | Dania             | Team Visma \| Lease a Bike | 4h 01' 27" |
| 2. | Wilco Kelderman       | Holandia          | Team Visma \| Lease a Bike | + 24"      |
| 3. | Diego Ulissi          | Włochy            | UAE Team Emirates          | + 25"      |
| 4. | Romain Grégoire       | Francja           | Groupama-FDJ               | + 33"      |
| 5. | Magnus Sheffield      | Stany Zjednoczone | Ineos Grenadiers           | + 37"      |
| 6. | Edoardo Zambanini     | Włochy            | Bahrain Victorious         | + 45"      |
| 7. | Yannis Voisard        | Szwajcaria        | Tudor Pro Cycling Team     | + 49"      |
| 8. | Matej Mohorič         | Słowenia          | Bahrain Victorious         | + 49"      |
| 9. | Mikkel Frølich Honoré | Dania             | EF Education-EasyPost      | + 49"      |
| 10. | Felix Großschartner   | Austria           | UAE Team Emirates          | + 50"      |

### Etap 3
| Wałbrzych - Duszniki-Zdrój | pagórkowaty | (156,5 km) |

| \| Klasyfikacja etapu \| Klasyfikacja etapu \| Klasyfikacja etapu \| Klasyfikacja etapu \| Klasyfikacja etapu \| \| Kolarz \| Kolarz \| Państwo \| Drużyna \| Czas \| \| ------------------ \| ---------------------- \| ------------------ \| -------------------------- \| ------------------ \| \| 1. \| Thibau Nys \| Belgia \| Lidl-Trek \| 4h 03' 21" \| \| 2. \| Diego Ulissi \| Włochy \| UAE Team Emirates \| + 0" \| \| 3. \| Wilco Kelderman \| Holandia \| Team Visma \\| Lease a Bike \| + 0" \| \| 4. \| Archie Ryan \| Irlandia \| EF Education-EasyPost \| + 0" \| \| 5. \| Magnus Sheffield \| Stany Zjednoczone \| Ineos Grenadiers \| + 0" \| \| 6. \| Edoardo Zambanini \| Włochy \| Bahrain Victorious \| + 0" \| \| 7. \| Romain Grégoire \| Francja \| Groupama-FDJ \| + 0" \| \| 8. \| Matej Mohorič \| Słowenia \| Bahrain Victorious \| + 0" \| \| 9. \| Jonas Vingegaard \| Dania \| Team Visma \\| Lease a Bike \| + 0" \| \| 10. \| Aurélien Paret-Peintre \| Francja \| Decathlon-AG2R La Mondiale \| + 0" \| |                        |                   |                            |            |
| |                        |                   |                            |            |
| |                        |                   |                            |            |
| Klasyfikacja etapu |                        |                   |                            |            |
| Kolarz | Kolarz                 | Państwo           | Drużyna                    | Czas       |
| 1. | Thibau Nys             | Belgia            | Lidl-Trek                  | 4h 03' 21" |
| 2. | Diego Ulissi           | Włochy            | UAE Team Emirates          | + 0"       |
| 3. | Wilco Kelderman        | Holandia          | Team Visma \| Lease a Bike | + 0"       |
| 4. | Archie Ryan            | Irlandia          | EF Education-EasyPost      | + 0"       |
| 5. | Magnus Sheffield       | Stany Zjednoczone | Ineos Grenadiers           | + 0"       |
| 6. | Edoardo Zambanini      | Włochy            | Bahrain Victorious         | + 0"       |
| 7. | Romain Grégoire        | Francja           | Groupama-FDJ               | + 0"       |
| 8. | Matej Mohorič          | Słowenia          | Bahrain Victorious         | + 0"       |
| 9. | Jonas Vingegaard       | Dania             | Team Visma \| Lease a Bike | + 0"       |
| 10. | Aurélien Paret-Peintre | Francja           | Decathlon-AG2R La Mondiale | + 0"       |

| \| Klasyfikacja generalna \| Klasyfikacja generalna \| Klasyfikacja generalna \| Klasyfikacja generalna \| Klasyfikacja generalna \| \| Kolarz \| Kolarz \| Państwo \| Drużyna \| Czas \| \| ---------------------- \| ---------------------- \| ---------------------- \| -------------------------- \| ---------------------- \| \| 1. \| Jonas Vingegaard \| Dania \| Team Visma \\| Lease a Bike \| 8h 04' 48" \| \| 2. \| Diego Ulissi \| Włochy \| UAE Team Emirates \| + 19" \| \| 3. \| Wilco Kelderman \| Holandia \| Team Visma \\| Lease a Bike \| + 20" \| \| 4. \| Romain Grégoire \| Francja \| Groupama-FDJ \| + 33" \| \| 5. \| Magnus Sheffield \| Stany Zjednoczone \| Ineos Grenadiers \| + 37" \| \| 6. \| Edoardo Zambanini \| Włochy \| Bahrain Victorious \| + 45" \| \| 7. \| Yannis Voisard \| Szwajcaria \| Tudor Pro Cycling Team \| + 49" \| \| 8. \| Matej Mohorič \| Słowenia \| Bahrain Victorious \| + 49" \| \| 9. \| Mikkel Frølich Honoré \| Dania \| EF Education-EasyPost \| + 49" \| \| 10. \| Felix Großschartner \| Austria \| UAE Team Emirates \| + 50" \| |                       |                   |                            |            |
| |                       |                   |                            |            |
| |                       |                   |                            |            |
| Klasyfikacja generalna |                       |                   |                            |            |
| Kolarz | Kolarz                | Państwo           | Drużyna                    | Czas       |
| 1. | Jonas Vingegaard      | Dania             | Team Visma \| Lease a Bike | 8h 04' 48" |
| 2. | Diego Ulissi          | Włochy            | UAE Team Emirates          | + 19"      |
| 3. | Wilco Kelderman       | Holandia          | Team Visma \| Lease a Bike | + 20"      |
| 4. | Romain Grégoire       | Francja           | Groupama-FDJ               | + 33"      |
| 5. | Magnus Sheffield      | Stany Zjednoczone | Ineos Grenadiers           | + 37"      |
| 6. | Edoardo Zambanini     | Włochy            | Bahrain Victorious         | + 45"      |
| 7. | Yannis Voisard        | Szwajcaria        | Tudor Pro Cycling Team     | + 49"      |
| 8. | Matej Mohorič         | Słowenia          | Bahrain Victorious         | + 49"      |
| 9. | Mikkel Frølich Honoré | Dania             | EF Education-EasyPost      | + 49"      |
| 10. | Felix Großschartner   | Austria           | UAE Team Emirates          | + 50"      |

### Etap 4

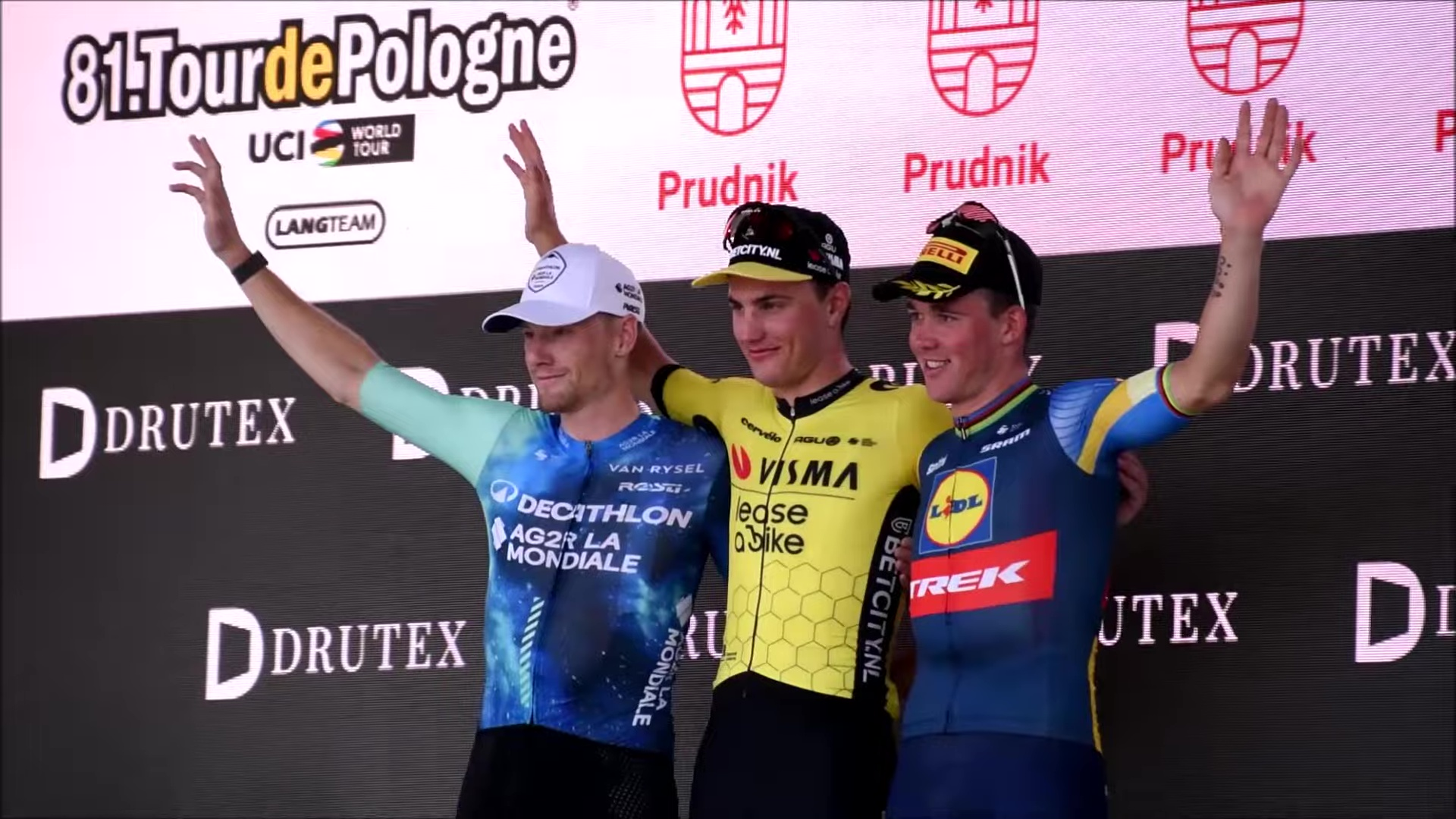
Bennett, Kooij i Pedersen (od lewej do prawej) na podium w Prudniku

| Kudowa-Zdrój - Prudnik | płaski | (195,3 km) |

| \| Klasyfikacja etapu \| Klasyfikacja etapu \| Klasyfikacja etapu \| Klasyfikacja etapu \| Klasyfikacja etapu \| \| Kolarz \| Kolarz \| Państwo \| Drużyna \| Czas \| \| ------------------ \| --------------------- \| ------------------ \| -------------------------- \| ------------------ \| \| 1. \| Olav Kooij \| Holandia \| Team Visma \\| Lease a Bike \| 4h 46' 20" \| \| 2. \| Sam Bennett \| Irlandia \| Decathlon-AG2R La Mondiale \| + 0" \| \| 3. \| Mads Pedersen \| Dania \| Lidl-Trek \| + 0" \| \| 4. \| Jordi Meeus \| Belgia \| Red Bull-Bora-Hansgrohe \| + 0" \| \| 5. \| Tim Merlier \| Belgia \| Soudal Quick-Step \| + 0" \| \| 6. \| Stanisław Aniołkowski \| Polska \| Cofidis \| + 0" \| \| 7. \| Gerben Thijssen \| Belgia \| Intermarché-Wanty \| + 0" \| \| 8. \| Alberto Dainese \| Włochy \| Tudor Pro Cycling Team \| + 0" \| \| 9. \| Jensen Plowright \| Australia \| Alpecin-Deceuninck \| + 0" \| \| 10. \| Phil Bauhaus \| Niemcy \| Bahrain Victorious \| + 0" \| |                       |           |                            |            |
| |                       |           |                            |            |
| |                       |           |                            |            |
| Klasyfikacja etapu |                       |           |                            |            |
| Kolarz | Kolarz                | Państwo   | Drużyna                    | Czas       |
| 1. | Olav Kooij            | Holandia  | Team Visma \| Lease a Bike | 4h 46' 20" |
| 2. | Sam Bennett           | Irlandia  | Decathlon-AG2R La Mondiale | + 0"       |
| 3. | Mads Pedersen         | Dania     | Lidl-Trek                  | + 0"       |
| 4. | Jordi Meeus           | Belgia    | Red Bull-Bora-Hansgrohe    | + 0"       |
| 5. | Tim Merlier           | Belgia    | Soudal Quick-Step          | + 0"       |
| 6. | Stanisław Aniołkowski | Polska    | Cofidis                    | + 0"       |
| 7. | Gerben Thijssen       | Belgia    | Intermarché-Wanty          | + 0"       |
| 8. | Alberto Dainese       | Włochy    | Tudor Pro Cycling Team     | + 0"       |
| 9. | Jensen Plowright      | Australia | Alpecin-Deceuninck         | + 0"       |
| 10. | Phil Bauhaus          | Niemcy    | Bahrain Victorious         | + 0"       |

| \| Klasyfikacja generalna \| Klasyfikacja generalna \| Klasyfikacja generalna \| Klasyfikacja generalna \| Klasyfikacja generalna \| \| Kolarz \| Kolarz \| Państwo \| Drużyna \| Czas \| \| ---------------------- \| ---------------------- \| ---------------------- \| -------------------------- \| ---------------------- \| \| 1. \| Jonas Vingegaard \| Dania \| Team Visma \\| Lease a Bike \| 12h 51' 08" \| \| 2. \| Diego Ulissi \| Włochy \| UAE Team Emirates \| + 19" \| \| 3. \| Wilco Kelderman \| Holandia \| Team Visma \\| Lease a Bike \| + 20" \| \| 4. \| Romain Grégoire \| Francja \| Groupama-FDJ \| + 33" \| \| 5. \| Magnus Sheffield \| Stany Zjednoczone \| Ineos Grenadiers \| + 37" \| \| 6. \| Matej Mohorič \| Słowenia \| Bahrain Victorious \| + 44" \| \| 7. \| Edoardo Zambanini \| Włochy \| Bahrain Victorious \| + 44" \| \| 8. \| Yannis Voisard \| Szwajcaria \| Tudor Pro Cycling Team \| + 49" \| \| 9. \| Mikkel Frølich Honoré \| Dania \| EF Education-EasyPost \| + 49" \| \| 10. \| Felix Großschartner \| Austria \| UAE Team Emirates \| + 50" \| |                       |                   |                            |             |
| |                       |                   |                            |             |
| |                       |                   |                            |             |
| Klasyfikacja generalna |                       |                   |                            |             |
| Kolarz | Kolarz                | Państwo           | Drużyna                    | Czas        |
| 1. | Jonas Vingegaard      | Dania             | Team Visma \| Lease a Bike | 12h 51' 08" |
| 2. | Diego Ulissi          | Włochy            | UAE Team Emirates          | + 19"       |
| 3. | Wilco Kelderman       | Holandia          | Team Visma \| Lease a Bike | + 20"       |
| 4. | Romain Grégoire       | Francja           | Groupama-FDJ               | + 33"       |
| 5. | Magnus Sheffield      | Stany Zjednoczone | Ineos Grenadiers           | + 37"       |
| 6. | Matej Mohorič         | Słowenia          | Bahrain Victorious         | + 44"       |
| 7. | Edoardo Zambanini     | Włochy            | Bahrain Victorious         | + 44"       |
| 8. | Yannis Voisard        | Szwajcaria        | Tudor Pro Cycling Team     | + 49"       |
| 9. | Mikkel Frølich Honoré | Dania             | EF Education-EasyPost      | + 49"       |
| 10. | Felix Großschartner   | Austria           | UAE Team Emirates          | + 50"       |

### Etap 5
| Katowice - Katowice | płaski | (187,6 km) |

| \| Klasyfikacja etapu \| Klasyfikacja etapu \| Klasyfikacja etapu \| Klasyfikacja etapu \| Klasyfikacja etapu \| \| Kolarz \| Kolarz \| Państwo \| Drużyna \| Czas \| \| ------------------ \| --------------------- \| ------------------ \| -------------------------- \| ------------------ \| \| 1. \| Tim Merlier \| Belgia \| Soudal Quick-Step \| 4h 00' 05" \| \| 2. \| Jordi Meeus \| Belgia \| Red Bull-Bora-Hansgrohe \| + 0" \| \| 3. \| Olav Kooij \| Holandia \| Team Visma \\| Lease a Bike \| + 0" \| \| 4. \| Jensen Plowright \| Australia \| Alpecin-Deceuninck \| + 0" \| \| 5. \| Jake Stewart \| Wielka Brytania \| Israel-Premier Tech \| + 0" \| \| 6. \| Davide Cimolai \| Włochy \| Movistar Team \| + 0" \| \| 7. \| Danny van Poppel \| Holandia \| Red Bull-Bora-Hansgrohe \| + 0" \| \| 8. \| Stanisław Aniołkowski \| Polska \| Cofidis \| + 0" \| \| 9. \| Andrea Pasqualon \| Włochy \| Bahrain Victorious \| + 0" \| \| 10. \| Casper van Uden \| Holandia \| Team dsm-firmenich PostNL \| + 0" \| |                       |                 |                            |            |
| |                       |                 |                            |            |
| |                       |                 |                            |            |
| Klasyfikacja etapu |                       |                 |                            |            |
| Kolarz | Kolarz                | Państwo         | Drużyna                    | Czas       |
| 1. | Tim Merlier           | Belgia          | Soudal Quick-Step          | 4h 00' 05" |
| 2. | Jordi Meeus           | Belgia          | Red Bull-Bora-Hansgrohe    | + 0"       |
| 3. | Olav Kooij            | Holandia        | Team Visma \| Lease a Bike | + 0"       |
| 4. | Jensen Plowright      | Australia       | Alpecin-Deceuninck         | + 0"       |
| 5. | Jake Stewart          | Wielka Brytania | Israel-Premier Tech        | + 0"       |
| 6. | Davide Cimolai        | Włochy          | Movistar Team              | + 0"       |
| 7. | Danny van Poppel      | Holandia        | Red Bull-Bora-Hansgrohe    | + 0"       |
| 8. | Stanisław Aniołkowski | Polska          | Cofidis                    | + 0"       |
| 9. | Andrea Pasqualon      | Włochy          | Bahrain Victorious         | + 0"       |
| 10. | Casper van Uden       | Holandia        | Team dsm-firmenich PostNL  | + 0"       |

| \| Klasyfikacja generalna \| Klasyfikacja generalna \| Klasyfikacja generalna \| Klasyfikacja generalna \| Klasyfikacja generalna \| \| Kolarz \| Kolarz \| Państwo \| Drużyna \| Czas \| \| ---------------------- \| ---------------------- \| ---------------------- \| -------------------------- \| ---------------------- \| \| 1. \| Jonas Vingegaard \| Dania \| Team Visma \\| Lease a Bike \| 16h 58' 08" \| \| 2. \| Diego Ulissi \| Włochy \| UAE Team Emirates \| + 19" \| \| 3. \| Wilco Kelderman \| Holandia \| Team Visma \\| Lease a Bike \| + 20" \| \| 4. \| Romain Grégoire \| Francja \| Groupama-FDJ \| + 33" \| \| 5. \| Magnus Sheffield \| Stany Zjednoczone \| Ineos Grenadiers \| + 37" \| \| 6. \| Matej Mohorič \| Słowenia \| Bahrain Victorious \| + 44" \| \| 7. \| Edoardo Zambanini \| Włochy \| Bahrain Victorious \| + 44" \| \| 8. \| Yannis Voisard \| Szwajcaria \| Tudor Pro Cycling Team \| + 49" \| \| 9. \| Mikkel Frølich Honoré \| Dania \| EF Education-EasyPost \| + 49" \| \| 10. \| Felix Großschartner \| Austria \| UAE Team Emirates \| + 50" \| |                       |                   |                            |             |
| |                       |                   |                            |             |
| |                       |                   |                            |             |
| Klasyfikacja generalna |                       |                   |                            |             |
| Kolarz | Kolarz                | Państwo           | Drużyna                    | Czas        |
| 1. | Jonas Vingegaard      | Dania             | Team Visma \| Lease a Bike | 16h 58' 08" |
| 2. | Diego Ulissi          | Włochy            | UAE Team Emirates          | + 19"       |
| 3. | Wilco Kelderman       | Holandia          | Team Visma \| Lease a Bike | + 20"       |
| 4. | Romain Grégoire       | Francja           | Groupama-FDJ               | + 33"       |
| 5. | Magnus Sheffield      | Stany Zjednoczone | Ineos Grenadiers           | + 37"       |
| 6. | Matej Mohorič         | Słowenia          | Bahrain Victorious         | + 44"       |
| 7. | Edoardo Zambanini     | Włochy            | Bahrain Victorious         | + 44"       |
| 8. | Yannis Voisard        | Szwajcaria        | Tudor Pro Cycling Team     | + 49"       |
| 9. | Mikkel Frølich Honoré | Dania             | EF Education-EasyPost      | + 49"       |
| 10. | Felix Großschartner   | Austria           | UAE Team Emirates          | + 50"       |

### Etap 6
| Wadowice - Bukowina Tatrzańska | pagórkowaty | (183,2 km) |

| \| Klasyfikacja etapu \| Klasyfikacja etapu \| Klasyfikacja etapu \| Klasyfikacja etapu \| Klasyfikacja etapu \| \| Kolarz \| Kolarz \| Państwo \| Drużyna \| Czas \| \| ------------------ \| ---------------------- \| ------------------ \| -------------------------- \| ------------------ \| \| 1. \| Thibau Nys \| Belgia \| Lidl-Trek \| 4h 26' 06" \| \| 2. \| Diego Ulissi \| Włochy \| UAE Team Emirates \| + 0" \| \| 3. \| Oscar Onley \| Wielka Brytania \| Team dsm-firmenich PostNL \| + 0" \| \| 4. \| Jonas Vingegaard \| Dania \| Team Visma \\| Lease a Bike \| + 0" \| \| 5. \| Wilco Kelderman \| Holandia \| Team Visma \\| Lease a Bike \| + 0" \| \| 6. \| Andrea Bagioli \| Włochy \| Lidl-Trek \| + 0" \| \| 7. \| Aurélien Paret-Peintre \| Francja \| Decathlon-AG2R La Mondiale \| + 0" \| \| 8. \| Edoardo Zambanini \| Włochy \| Bahrain Victorious \| + 0" \| \| 9. \| Matej Mohorič \| Słowenia \| Bahrain Victorious \| + 0" \| \| 10. \| Frederik Wandahl \| Dania \| Red Bull-Bora-Hansgrohe \| + 0" \| |                        |                 |                            |            |
| |                        |                 |                            |            |
| |                        |                 |                            |            |
| Klasyfikacja etapu |                        |                 |                            |            |
| Kolarz | Kolarz                 | Państwo         | Drużyna                    | Czas       |
| 1. | Thibau Nys             | Belgia          | Lidl-Trek                  | 4h 26' 06" |
| 2. | Diego Ulissi           | Włochy          | UAE Team Emirates          | + 0"       |
| 3. | Oscar Onley            | Wielka Brytania | Team dsm-firmenich PostNL  | + 0"       |
| 4. | Jonas Vingegaard       | Dania           | Team Visma \| Lease a Bike | + 0"       |
| 5. | Wilco Kelderman        | Holandia        | Team Visma \| Lease a Bike | + 0"       |
| 6. | Andrea Bagioli         | Włochy          | Lidl-Trek                  | + 0"       |
| 7. | Aurélien Paret-Peintre | Francja         | Decathlon-AG2R La Mondiale | + 0"       |
| 8. | Edoardo Zambanini      | Włochy          | Bahrain Victorious         | + 0"       |
| 9. | Matej Mohorič          | Słowenia        | Bahrain Victorious         | + 0"       |
| 10. | Frederik Wandahl       | Dania           | Red Bull-Bora-Hansgrohe    | + 0"       |

| \| Klasyfikacja generalna \| Klasyfikacja generalna \| Klasyfikacja generalna \| Klasyfikacja generalna \| Klasyfikacja generalna \| \| Kolarz \| Kolarz \| Państwo \| Drużyna \| Czas \| \| ---------------------- \| ---------------------- \| ---------------------- \| -------------------------- \| ---------------------- \| \| 1. \| Jonas Vingegaard \| Dania \| Team Visma \\| Lease a Bike \| 21h 22' 14" \| \| 2. \| Diego Ulissi \| Włochy \| UAE Team Emirates \| + 13" \| \| 3. \| Wilco Kelderman \| Holandia \| Team Visma \\| Lease a Bike \| + 20" \| \| 4. \| Romain Grégoire \| Francja \| Groupama-FDJ \| + 33" \| \| 5. \| Magnus Sheffield \| Stany Zjednoczone \| Ineos Grenadiers \| + 37" \| \| 6. \| Matej Mohorič \| Słowenia \| Bahrain Victorious \| + 44" \| \| 7. \| Edoardo Zambanini \| Włochy \| Bahrain Victorious \| + 44" \| \| 8. \| Yannis Voisard \| Szwajcaria \| Tudor Pro Cycling Team \| + 49" \| \| 9. \| Mikkel Frølich Honoré \| Dania \| EF Education-EasyPost \| + 49" \| \| 10. \| Oscar Onley \| Wielka Brytania \| Team dsm-firmenich PostNL \| + 53" \| |                       |                   |                            |             |
| |                       |                   |                            |             |
| |                       |                   |                            |             |
| Klasyfikacja generalna |                       |                   |                            |             |
| Kolarz | Kolarz                | Państwo           | Drużyna                    | Czas        |
| 1. | Jonas Vingegaard      | Dania             | Team Visma \| Lease a Bike | 21h 22' 14" |
| 2. | Diego Ulissi          | Włochy            | UAE Team Emirates          | + 13"       |
| 3. | Wilco Kelderman       | Holandia          | Team Visma \| Lease a Bike | + 20"       |
| 4. | Romain Grégoire       | Francja           | Groupama-FDJ               | + 33"       |
| 5. | Magnus Sheffield      | Stany Zjednoczone | Ineos Grenadiers           | + 37"       |
| 6. | Matej Mohorič         | Słowenia          | Bahrain Victorious         | + 44"       |
| 7. | Edoardo Zambanini     | Włochy            | Bahrain Victorious         | + 44"       |
| 8. | Yannis Voisard        | Szwajcaria        | Tudor Pro Cycling Team     | + 49"       |
| 9. | Mikkel Frølich Honoré | Dania             | EF Education-EasyPost      | + 49"       |
| 10. | Oscar Onley           | Wielka Brytania   | Team dsm-firmenich PostNL  | + 53"       |

### Etap 7
| Kopalnia soli Wieliczka - Kraków | płaski | (142,1 km) |

| \| Klasyfikacja etapu \| Klasyfikacja etapu \| Klasyfikacja etapu \| Klasyfikacja etapu \| Klasyfikacja etapu \| \| Kolarz \| Kolarz \| Państwo \| Drużyna \| Czas \| \| ------------------ \| ------------------ \| ------------------ \| -------------------------- \| ------------------ \| \| 1. \| Olav Kooij \| Holandia \| Team Visma \\| Lease a Bike \| 3h 04' 08" \| \| 2. \| Tim Merlier \| Belgia \| Soudal Quick-Step \| + 0" \| \| 3. \| Gerben Thijssen \| Belgia \| Intermarché-Wanty \| + 0" \| \| 4. \| Casper van Uden \| Holandia \| Team dsm-firmenich PostNL \| + 0" \| \| 5. \| Jensen Plowright \| Australia \| Alpecin-Deceuninck \| + 0" \| \| 6. \| Jordi Meeus \| Belgia \| Red Bull-Bora-Hansgrohe \| + 0" \| \| 7. \| Elmar Reinders \| Holandia \| Team Jayco AlUla \| + 0" \| \| 8. \| Oliver Naesen \| Belgia \| Decathlon-AG2R La Mondiale \| + 0" \| \| 9. \| Ben Swift \| Wielka Brytania \| Ineos Grenadiers \| + 0" \| \| 10. \| Edward Theuns \| Belgia \| Lidl-Trek \| + 0" \| |                  |                 |                            |            |
| |                  |                 |                            |            |
| |                  |                 |                            |            |
| Klasyfikacja etapu |                  |                 |                            |            |
| Kolarz | Kolarz           | Państwo         | Drużyna                    | Czas       |
| 1. | Olav Kooij       | Holandia        | Team Visma \| Lease a Bike | 3h 04' 08" |
| 2. | Tim Merlier      | Belgia          | Soudal Quick-Step          | + 0"       |
| 3. | Gerben Thijssen  | Belgia          | Intermarché-Wanty          | + 0"       |
| 4. | Casper van Uden  | Holandia        | Team dsm-firmenich PostNL  | + 0"       |
| 5. | Jensen Plowright | Australia       | Alpecin-Deceuninck         | + 0"       |
| 6. | Jordi Meeus      | Belgia          | Red Bull-Bora-Hansgrohe    | + 0"       |
| 7. | Elmar Reinders   | Holandia        | Team Jayco AlUla           | + 0"       |
| 8. | Oliver Naesen    | Belgia          | Decathlon-AG2R La Mondiale | + 0"       |
| 9. | Ben Swift        | Wielka Brytania | Ineos Grenadiers           | + 0"       |
| 10. | Edward Theuns    | Belgia          | Lidl-Trek                  | + 0"       |

## Klasyfikacje

### Klasyfikacja generalna
| \| Klasyfikacja generalna \| Klasyfikacja generalna \| Klasyfikacja generalna \| Klasyfikacja generalna \| Klasyfikacja generalna \| \| Kolarz \| Kolarz \| Państwo \| Drużyna \| Czas \| \| ---------------------- \| ---------------------- \| ---------------------- \| -------------------------- \| ---------------------- \| \| 1. \| Jonas Vingegaard \| Dania \| Team Visma \\| Lease a Bike \| 24h 26' 22" \| \| 2. \| Diego Ulissi \| Włochy \| UAE Team Emirates \| + 13" \| \| 3. \| Wilco Kelderman \| Holandia \| Team Visma \\| Lease a Bike \| + 20" \| \| 4. \| Romain Grégoire \| Francja \| Groupama-FDJ \| + 33" \| \| 5. \| Magnus Sheffield \| Stany Zjednoczone \| Ineos Grenadiers \| + 37" \| \| 6. \| Matej Mohorič \| Słowenia \| Bahrain Victorious \| + 44" \| \| 7. \| Edoardo Zambanini \| Włochy \| Bahrain Victorious \| + 44" \| \| 8. \| Yannis Voisard \| Szwajcaria \| Tudor Pro Cycling Team \| + 49" \| \| 9. \| Mikkel Frølich Honoré \| Dania \| EF Education-EasyPost \| + 49" \| \| 10. \| Oscar Onley \| Wielka Brytania \| Team dsm-firmenich PostNL \| + 53" \| |                       |                   |                            |             |
| |                       |                   |                            |             |
| Źródło: ProCyclingStats |                       |                   |                            |             |
| Klasyfikacja generalna |                       |                   |                            |             |
| Kolarz | Kolarz                | Państwo           | Drużyna                    | Czas        |
| 1. | Jonas Vingegaard      | Dania             | Team Visma \| Lease a Bike | 24h 26' 22" |
| 2. | Diego Ulissi          | Włochy            | UAE Team Emirates          | + 13"       |
| 3. | Wilco Kelderman       | Holandia          | Team Visma \| Lease a Bike | + 20"       |
| 4. | Romain Grégoire       | Francja           | Groupama-FDJ               | + 33"       |
| 5. | Magnus Sheffield      | Stany Zjednoczone | Ineos Grenadiers           | + 37"       |
| 6. | Matej Mohorič         | Słowenia          | Bahrain Victorious         | + 44"       |
| 7. | Edoardo Zambanini     | Włochy            | Bahrain Victorious         | + 44"       |
| 8. | Yannis Voisard        | Szwajcaria        | Tudor Pro Cycling Team     | + 49"       |
| 9. | Mikkel Frølich Honoré | Dania             | EF Education-EasyPost      | + 49"       |
| 10. | Oscar Onley           | Wielka Brytania   | Team dsm-firmenich PostNL  | + 53"       |

| Klasyfikacja sprinterska | Klasyfikacja sprinterska | Klasyfikacja sprinterska | Klasyfikacja sprinterska   | Klasyfikacja sprinterska |
| Kolarz                   | Kolarz                   | Państwo                  | Drużyna                    | Punkty                   |
| ------------------------ | ------------------------ | ------------------------ | -------------------------- | ------------------------ |
| 1.                       | Diego Ulissi             | Włochy                   | UAE Team Emirates          | 68 pkt                   |
| 2.                       | Jonas Vingegaard         | Dania                    | Team Visma \| Lease a Bike | 65 pkt                   |
| 3.                       | Wilco Kelderman          | Holandia                 | Team Visma \| Lease a Bike | 64 pkt                   |
| 4.                       | Thibau Nys               | Belgia                   | Lidl-Trek                  | 60 pkt                   |
| 5.                       | Olav Kooij               | Holandia                 | Team Visma \| Lease a Bike | 58 pkt                   |
| 6.                       | Tim Merlier              | Belgia                   | Soudal Quick-Step          | 55 pkt                   |
| 7.                       | Jordi Meeus              | Belgia                   | Red Bull-Bora-Hansgrohe    | 51 pkt                   |
| 8.                       | Romain Grégoire          | Francja                  | Groupama-FDJ               | 49 pkt                   |
| 9.                       | Magnus Sheffield         | Stany Zjednoczone        | Ineos Grenadiers           | 48 pkt                   |
| 10.                      | Matej Mohorič            | Słowenia                 | Bahrain Victorious         | 46 pkt                   |

| Klasyfikacja sprinterska | Klasyfikacja sprinterska | Klasyfikacja sprinterska | Klasyfikacja sprinterska   | Klasyfikacja sprinterska |
| Kolarz                   | Kolarz                   | Państwo                  | Drużyna                    | Punkty                   |
| ------------------------ | ------------------------ | ------------------------ | -------------------------- | ------------------------ |
| 1.                       | Diego Ulissi             | Włochy                   | UAE Team Emirates          | 68 pkt                   |
| 2.                       | Jonas Vingegaard         | Dania                    | Team Visma \| Lease a Bike | 65 pkt                   |
| 3.                       | Wilco Kelderman          | Holandia                 | Team Visma \| Lease a Bike | 64 pkt                   |
| 4.                       | Thibau Nys               | Belgia                   | Lidl-Trek                  | 60 pkt                   |
| 5.                       | Olav Kooij               | Holandia                 | Team Visma \| Lease a Bike | 58 pkt                   |
| 6.                       | Tim Merlier              | Belgia                   | Soudal Quick-Step          | 55 pkt                   |
| 7.                       | Jordi Meeus              | Belgia                   | Red Bull-Bora-Hansgrohe    | 51 pkt                   |
| 8.                       | Romain Grégoire          | Francja                  | Groupama-FDJ               | 49 pkt                   |
| 9.                       | Magnus Sheffield         | Stany Zjednoczone        | Ineos Grenadiers           | 48 pkt                   |
| 10.                      | Matej Mohorič            | Słowenia                 | Bahrain Victorious         | 46 pkt                   |

| Klasyfikacja górska | Klasyfikacja górska | Klasyfikacja górska | Klasyfikacja górska        | Klasyfikacja górska |
| Kolarz              | Kolarz              | Państwo             | Drużyna                    | Punkty              |
| ------------------- | ------------------- | ------------------- | -------------------------- | ------------------- |
| 1.                  | Michał Paluta       | Polska              | Polska                     | 33 pkt              |
| 2.                  | Silvan Dillier      | Szwajcaria          | Alpecin-Deceuninck         | 17 pkt              |
| 3.                  | Jan Maas            | Holandia            | Team Jayco AlUla           | 17 pkt              |
| 4.                  | Davide Formolo      | Włochy              | Movistar Team              | 15 pkt              |
| 5.                  | Archie Ryan         | Irlandia            | EF Education-EasyPost      | 13 pkt              |
| 6.                  | Samuele Battistella | Włochy              | Astana Qazaqstan Team      | 12 pkt              |
| 7.                  | Wilco Kelderman     | Holandia            | Team Visma \| Lease a Bike | 7 pkt               |
| 8.                  | Jonas Vingegaard    | Dania               | Team Visma \| Lease a Bike | 5 pkt               |
| 9.                  | Johan Jacobs        | Szwajcaria          | Movistar Team              | 3 pkt               |
| 10.                 | Oscar Onley         | Wielka Brytania     | Team dsm-firmenich PostNL  | 3 pkt               |

| Klasyfikacja górska | Klasyfikacja górska | Klasyfikacja górska | Klasyfikacja górska        | Klasyfikacja górska |
| Kolarz              | Kolarz              | Państwo             | Drużyna                    | Punkty              |
| ------------------- | ------------------- | ------------------- | -------------------------- | ------------------- |
| 1.                  | Michał Paluta       | Polska              | Polska                     | 33 pkt              |
| 2.                  | Silvan Dillier      | Szwajcaria          | Alpecin-Deceuninck         | 17 pkt              |
| 3.                  | Jan Maas            | Holandia            | Team Jayco AlUla           | 17 pkt              |
| 4.                  | Davide Formolo      | Włochy              | Movistar Team              | 15 pkt              |
| 5.                  | Archie Ryan         | Irlandia            | EF Education-EasyPost      | 13 pkt              |
| 6.                  | Samuele Battistella | Włochy              | Astana Qazaqstan Team      | 12 pkt              |
| 7.                  | Wilco Kelderman     | Holandia            | Team Visma \| Lease a Bike | 7 pkt               |
| 8.                  | Jonas Vingegaard    | Dania               | Team Visma \| Lease a Bike | 5 pkt               |
| 9.                  | Johan Jacobs        | Szwajcaria          | Movistar Team              | 3 pkt               |
| 10.                 | Oscar Onley         | Wielka Brytania     | Team dsm-firmenich PostNL  | 3 pkt               |

| Klasyfikacja najaktywniejszych | Klasyfikacja najaktywniejszych | Klasyfikacja najaktywniejszych | Klasyfikacja najaktywniejszych | Klasyfikacja najaktywniejszych |
| Kolarz                         | Kolarz                         | Państwo                        | Drużyna                        | Punkty                         |
| ------------------------------ | ------------------------------ | ------------------------------ | ------------------------------ | ------------------------------ |
| 1.                             | Norbert Banaszek               | Polska                         | Polska                         | 11 pkt                         |
| 2.                             | Kacper Gieryk                  | Polska                         | Polska                         | 6 pkt                          |
| 3.                             | Matej Mohorič                  | Słowenia                       | Bahrain Victorious             | 5 pkt                          |
| 4.                             | Jan Maas                       | Holandia                       | Team Jayco AlUla               | 4 pkt                          |
| 5.                             | Davide Formolo                 | Włochy                         | Movistar Team                  | 3 pkt                          |
| 6.                             | Marcin Budziński               | Polska                         | Polska                         | 3 pkt                          |
| 7.                             | Mick van Dijke                 | Holandia                       | Team Visma \| Lease a Bike     | 3 pkt                          |
| 8.                             | Johan Jacobs                   | Szwajcaria                     | Movistar Team                  | 3 pkt                          |
| 9.                             | Michał Paluta                  | Polska                         | Polska                         | 3 pkt                          |
| 10.                            | Archie Ryan                    | Irlandia                       | EF Education-EasyPost          | 2 pkt                          |

| Klasyfikacja najaktywniejszych | Klasyfikacja najaktywniejszych | Klasyfikacja najaktywniejszych | Klasyfikacja najaktywniejszych | Klasyfikacja najaktywniejszych |
| Kolarz                         | Kolarz                         | Państwo                        | Drużyna                        | Punkty                         |
| ------------------------------ | ------------------------------ | ------------------------------ | ------------------------------ | ------------------------------ |
| 1.                             | Norbert Banaszek               | Polska                         | Polska                         | 11 pkt                         |
| 2.                             | Kacper Gieryk                  | Polska                         | Polska                         | 6 pkt                          |
| 3.                             | Matej Mohorič                  | Słowenia                       | Bahrain Victorious             | 5 pkt                          |
| 4.                             | Jan Maas                       | Holandia                       | Team Jayco AlUla               | 4 pkt                          |
| 5.                             | Davide Formolo                 | Włochy                         | Movistar Team                  | 3 pkt                          |
| 6.                             | Marcin Budziński               | Polska                         | Polska                         | 3 pkt                          |
| 7.                             | Mick van Dijke                 | Holandia                       | Team Visma \| Lease a Bike     | 3 pkt                          |
| 8.                             | Johan Jacobs                   | Szwajcaria                     | Movistar Team                  | 3 pkt                          |
| 9.                             | Michał Paluta                  | Polska                         | Polska                         | 3 pkt                          |
| 10.                            | Archie Ryan                    | Irlandia                       | EF Education-EasyPost          | 2 pkt                          |

| Klasyfikacja drużynowa | Klasyfikacja drużynowa     | Klasyfikacja drużynowa       | Klasyfikacja drużynowa |
| Drużyna                | Drużyna                    | Państwo                      | Czas                   |
| ---------------------- | -------------------------- | ---------------------------- | ---------------------- |
| 1.                     | UAE Team Emirates          | Zjednoczone Emiraty Arabskie | 73h 20' 28"            |
| 2.                     | Bahrain Victorious         | Bahrajn                      | + 5' 05"               |
| 3.                     | EF Education-EasyPost      | Stany Zjednoczone            | + 7' 40"               |
| 4.                     | Team Visma \| Lease a Bike | Holandia                     | + 14' 34"              |
| 5.                     | Q36.5 Pro Cycling Team     | Szwajcaria                   | + 15' 28"              |
| 6.                     | Movistar Team              | Hiszpania                    | + 17' 22"              |
| 7.                     | Israel-Premier Tech        | Izrael                       | + 17' 34"              |
| 8.                     | Tudor Pro Cycling Team     | Szwajcaria                   | + 18' 40"              |
| 9.                     | Cofidis                    | Francja                      | + 20' 08"              |
| 10.                    | Decathlon-AG2R La Mondiale | Francja                      | + 20' 35"              |

| Klasyfikacja drużynowa | Klasyfikacja drużynowa     | Klasyfikacja drużynowa       | Klasyfikacja drużynowa |
| Drużyna                | Drużyna                    | Państwo                      | Czas                   |
| ---------------------- | -------------------------- | ---------------------------- | ---------------------- |
| 1.                     | UAE Team Emirates          | Zjednoczone Emiraty Arabskie | 73h 20' 28"            |
| 2.                     | Bahrain Victorious         | Bahrajn                      | + 5' 05"               |
| 3.                     | EF Education-EasyPost      | Stany Zjednoczone            | + 7' 40"               |
| 4.                     | Team Visma \| Lease a Bike | Holandia                     | + 14' 34"              |
| 5.                     | Q36.5 Pro Cycling Team     | Szwajcaria                   | + 15' 28"              |
| 6.                     | Movistar Team              | Hiszpania                    | + 17' 22"              |
| 7.                     | Israel-Premier Tech        | Izrael                       | + 17' 34"              |
| 8.                     | Tudor Pro Cycling Team     | Szwajcaria                   | + 18' 40"              |
| 9.                     | Cofidis                    | Francja                      | + 20' 08"              |
| 10.                    | Decathlon-AG2R La Mondiale | Francja                      | + 20' 35"              |

### Liderzy klasyfikacji
| Etap   |                            | Pierwsze miejsce _ | Klasyfikacja generalna | Górska        | Sprinterska      | Najaktywniejszych | Drużynowa _       |
| ------ | -------------------------- | ------------------ | ---------------------- | ------------- | ---------------- | ----------------- | ----------------- |
| 1      | pagórkowaty                | Thibau Nys         | Thibau Nys             | Michał Paluta | Thibau Nys       | Szymon Sajnok     | UAE Team Emirates |
| 2      | jazda indywidualna na czas | Tim Wellens        | Jonas Vingegaard       | Michał Paluta | Jonas Vingegaard | Szymon Sajnok     | UAE Team Emirates |
| 3      | pagórkowaty                | Thibau Nys         | Jonas Vingegaard       | Michał Paluta | Diego Ulissi     | Szymon Sajnok     | UAE Team Emirates |
| 4      | płaski                     | Olav Kooij         | Jonas Vingegaard       | Michał Paluta | Diego Ulissi     | Szymon Sajnok     | UAE Team Emirates |
| 5      | płaski                     | Tim Merlier        | Jonas Vingegaard       | Michał Paluta | Diego Ulissi     | Norbert Banaszek  | UAE Team Emirates |
| 6      | pagórkowaty                | Thibau Nys         | Jonas Vingegaard       | Michał Paluta | Diego Ulissi     | Norbert Banaszek  | UAE Team Emirates |
| 7      | płaski                     | Olav Kooij         | Jonas Vingegaard       | Michał Paluta | Diego Ulissi     | Norbert Banaszek  | UAE Team Emirates |
| Koniec | Koniec                     |                    | Jonas Vingegaard       | Michał Paluta | Diego Ulissi     | Norbert Banaszek  | UAE Team Emirates |